# Шаркуновская волость

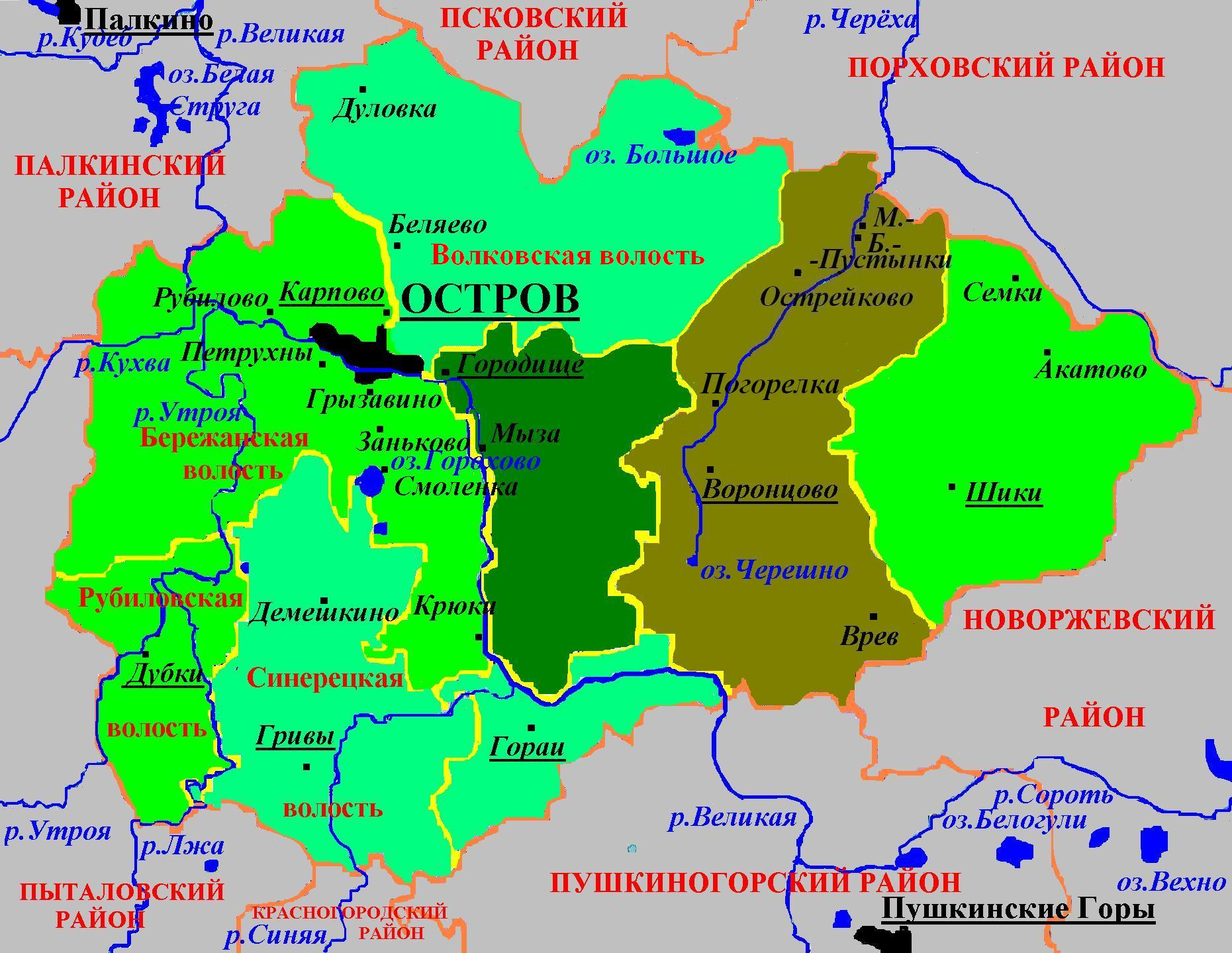
Административное деление Островского района в 2006—2010 годах

Шаркуновская волость — бывшая административно-территориальная единица 3-го уровня (c 1995 до 2006) в Островском районе Псковской области России.
Административным центром была деревня Погорелка.

## География
Территория волости находилась на востоке района, к северу от села Воронцово, занимая северную часть современной Воронцовской волости.

## Населённые пункты
В состав Шаркуновской волости входило 26 деревень: Арестово-Шевелево,  Беляи, Большие Пустынки, Домахино, Житницы,  Жуково, Каменка, Качаново, Клюево, Коношково,  Лапское, Малые Пустынки, Минкино, Настасино, Овсянкино, Острейково, Поварнино, Погорелка, Пометкино,  Рассамухино, Ступино, Ульяново, Хорошая, Шаркуновка, Ширяево, Ягупы.

## История
Территория этой ныне бывшей волости в 1927 году вошла в Островский район в виде ряда сельсоветов, в том числе Сумецкого и Качановского сельсоветов.
Постановлением Президиума ВЦИК от 15 февраля 1935 года Качановский и Сумецкий сельсоветы были переданы в состав новообразованного Сошихинского района.
Указом Президиума Верховного Совета РСФСР от 16 июня 1954 года Качановский и Сумецкий сельсоветы были объединены в Шаркуновский сельсовет Сошихинского района.
Указом Президиума Верховного Совета РСФСР от 3 октября 1959 года с упразднением Сошихинского района, Шаркуновский сельсовет был передан в Островский район.
Постановлением Псковского областного Собрания депутатов от 26 января 1995 года все сельсоветы в Псковской области были переименованы в волости, в том числе Шаркуновский сельсовет был превращён в Шаркуновскую волость с центром в деревне  Погорелка.
Законом Псковской области от 28 февраля 2005 года Шаркуновская волость была упразднена и с 1 января 2006 года включена в новосозданное муниципальное образование Воронцовская волость со статусом сельского поселения.